# Lachen

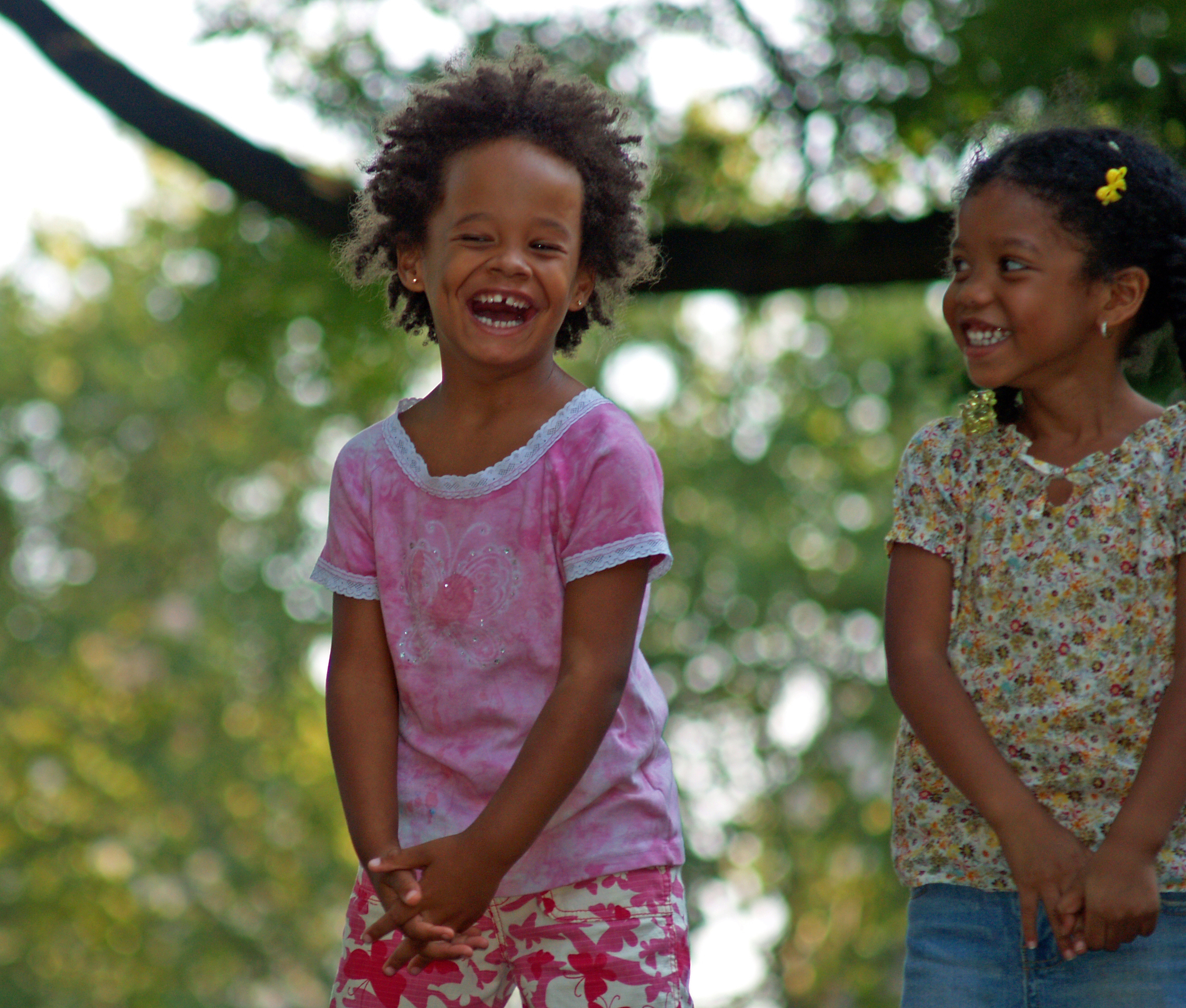
Lachende Mädchen

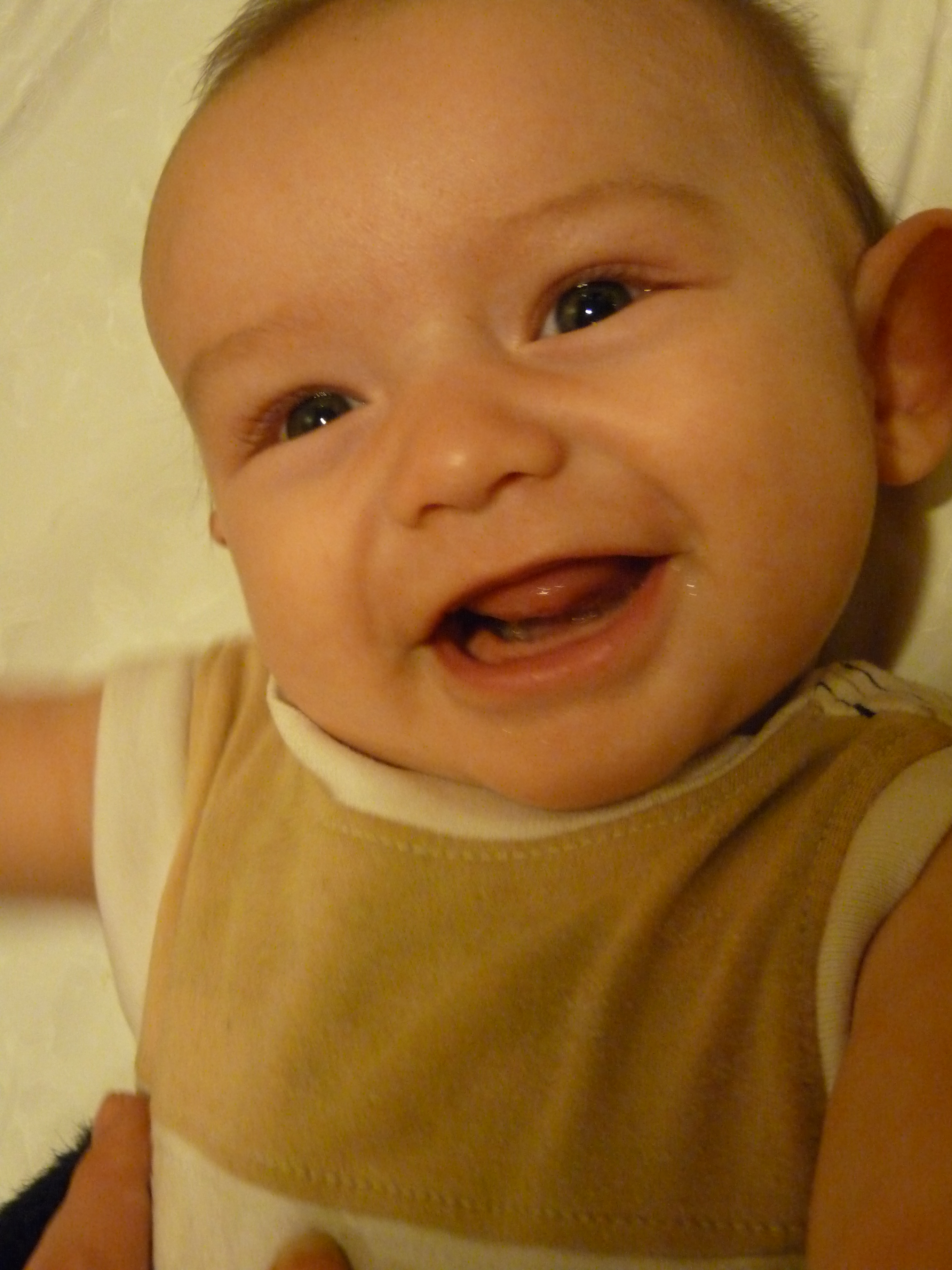
Babys beginnen in der Regel im Alter von etwa vier Monaten zu lachen.

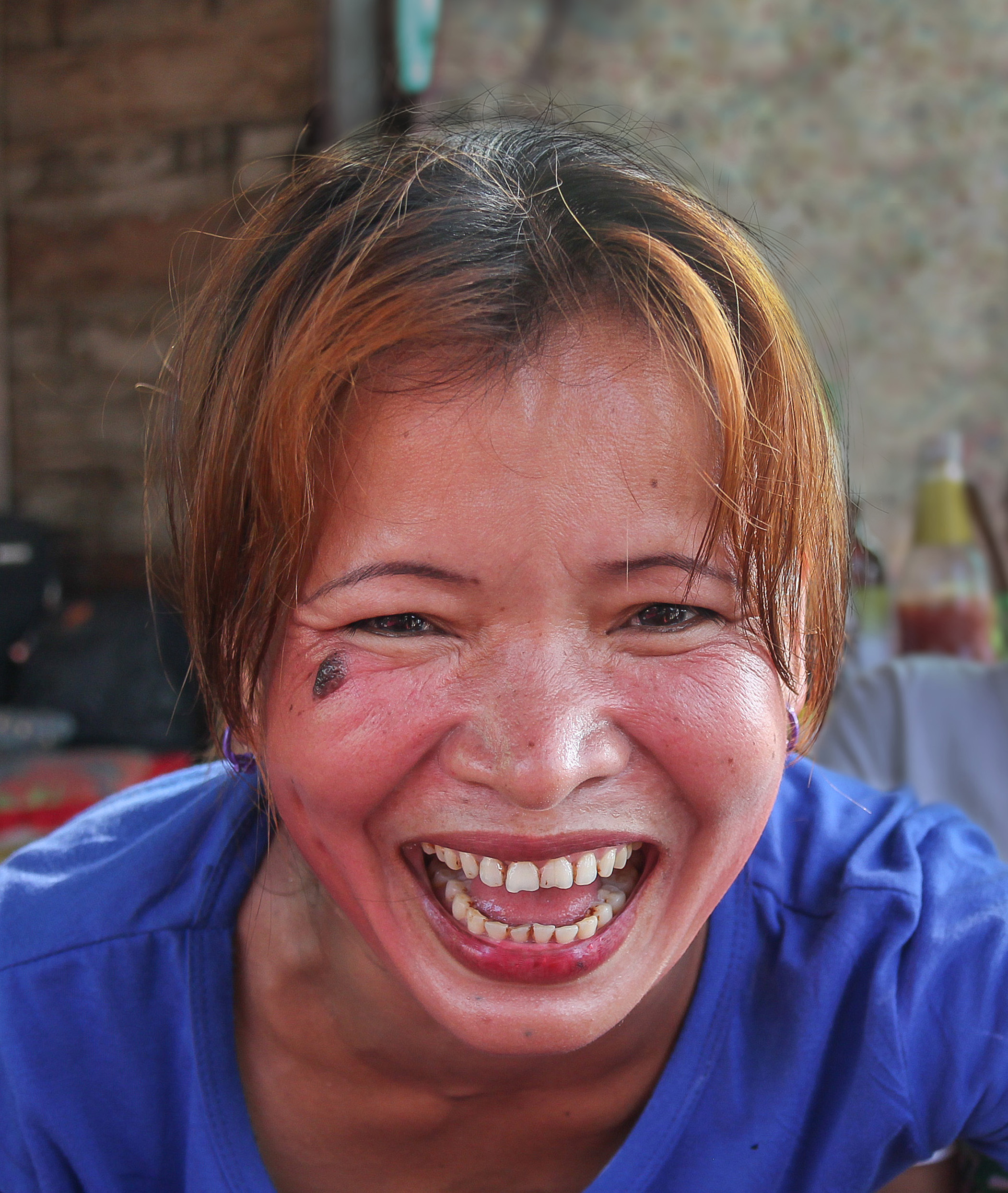
Lachen

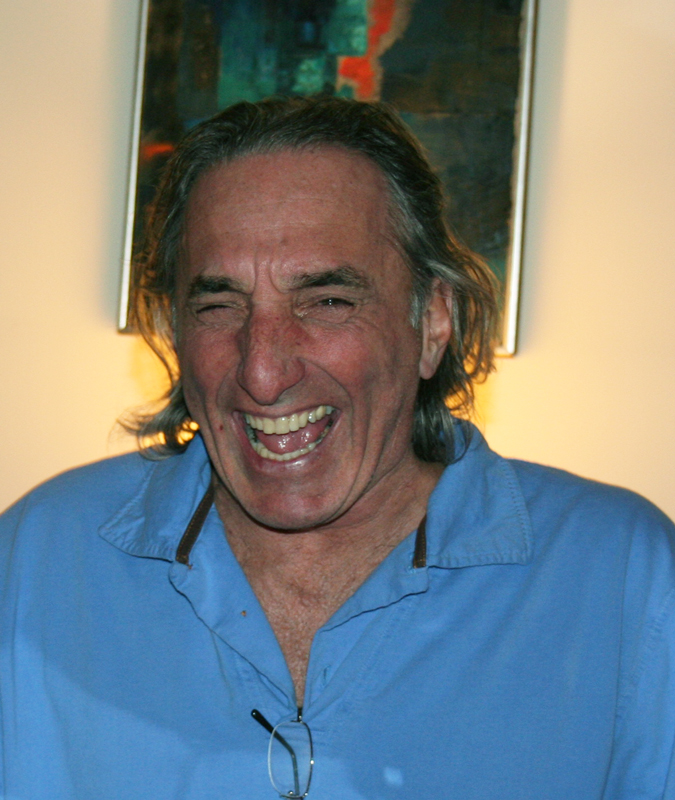
Ein lachender Mann

Lachen ist eines der wichtigsten angeborenen emotionalen Ausdrucksverhalten des Menschen, das seine Wirkung nicht nur, aber vor allem in der Gemeinschaft mit Mitmenschen entfaltet. Lachen ist durch typische Lautäußerungen und ein stoßartiges Ausatmen gekennzeichnet und unterscheidet sich dadurch deutlich vom bloßen Lächeln (beim Lächeln oder Schmunzeln verändert sich nur der Gesichtsausdruck). Lachen ist
- eine Reaktion des Menschen auf komische Situationen,
- eine Erleichterungsreaktion nach überstandener Gefahr,
- eine Methode, drohende soziale Konflikte abzuwenden und soziale Beziehungen zu festigen,
- ein Abwehrmechanismus gegen spontane Angstzustände.

Der Wissenschaftszweig, der sich mit dem Lachen beschäftigt, ist die Gelotologie (von altgriechisch γέλως gélōs, deutsch ‚Lachen‘). Das Wort lachen (mhd. lachen, ahd. hlahhan, lahhan) entstand durch Lautmalerei.
Auch bei einigen Tierarten ist Lachen oder ein dem menschlichen Lachen ähnliches Verhalten bekannt.

## Lachformen

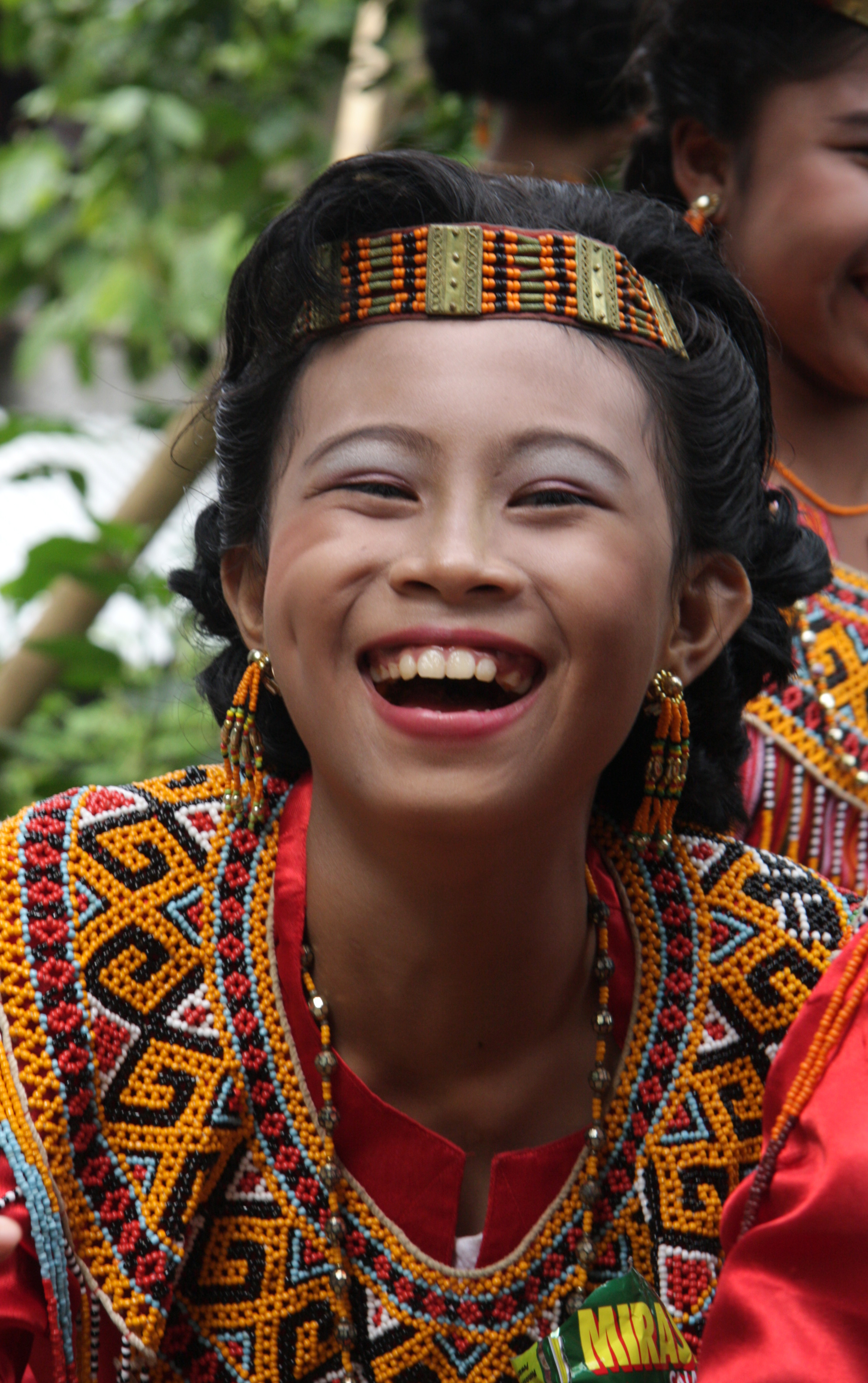
Lachen ist eine von mehreren mentalen Formen der Stressbewältigung in Gruppen.

Die Vielfalt und der Variantenreichtum des Lachens ist sehr groß. Über andere und über sich selbst zu lachen ist offenbar eine wichtige Entlastung von der Mühsal des Lebens.
Nach dem antiken griechischen Philosophen Aristoteles ist der Mensch das einzige Tier, welches das Lachen entwickelt hat (homo ridens) – Lachen und Menschsein gehören für ihn zusammen. Die Vielfalt und der Variantenreichtum des Lachens ist sehr groß.
Schmunzeln ist eine abgemilderte Form des Lächelns, die meist im Zusammenhang mit etwas Lustigem, mit Humor steht. Das abschätzige Gegenstück des Schmunzelns ist das Feixen oder verächtliches Grinsen.
Meist ist Lachen fröhlich. Lachen kann auch bei eigentlich bösartigen Situationen auftreten (sarkastisches Lachen). Sardonismus bezeichnet einen grimmigen, schmerzvollen Spott, der oft mit einem unheimlichen, finsteren Gelächter, dem sardonischen Lachen, verbunden ist.
Die Art und die Gründe des Lachens lassen, so mutmaßt Erich Kästner, Rückschlüsse auf den Wesenskern des betreffenden Menschen zu: „Wie jemand über gewisse Dinge und unter gewissen Voraussetzungen lacht, so ist er! Da helfen keine Versteckspiele. Da hört man den wahren Charakter!“
Gelächter ist lautes Lachen, meist in Gesellschaft. In einer heiteren Gruppe gewinnt das Lachen eine hohe Eigendynamik. Aus sozialpsychologischer Sicht ist exzessives, enthemmtes Lachen geradezu ein Triumph des Körpers über die Dominanz des Verstandes.
Mit dem sozialen Lächeln wird in der Entwicklungspsychologie die angeborene Fähigkeit eines Säuglings bezeichnet, mit einem Lächeln auf seine Umgebung zu reagieren.
Ein lautes, nicht enden wollendes Gelächter wird als Homerisches Gelächter bezeichnet. Der griechische Epen-Dichter Homer lässt, in seiner Ilias und in seiner Odyssee, die Götter dieses Lachen anstimmen.
Ein Lachkrampf ist ein unkontrollierbarer, oft grundloser Lachanfall, der bei Müdigkeit oder bestimmten Krankheiten auftreten kann. Es handelt sich um eine Reflexbewegung, die leicht in eine Art Krampf übergehen kann. In einigen Fällen kann das Lachen aufgrund von neurologischen Störungen oder Hirnverletzungen krankhaft sein.

## Redewendungen
Die umgangssprachliche Redewendung „sich totlachen“ (auch: „sich halb totlachen“) wird im deutschen Sprachraum verwendet, wenn ausgedrückt werden soll, dass ein Vorgang oder eine Äußerung als besonders lustig oder auch lächerlich empfunden wird.
Der Ausdruck „sich einen Ast lachen“ bedeutet umgangssprachlich, sehr laut und herzhaft zu lachen, bis man sich vor Lachen fast krümmt. Der Ausdruck stammt aus dem 19. Jahrhundert, wobei „Ast“ als Bild für einen Buckel oder Höcker verwendet wurde. Wenn man sich vor Lachen krümmt, sieht man aus, als hätte man einen Buckel.
Das Sprichwort „Wer zuletzt lacht, lacht am besten“ bedeutet, dass es auf den Erfolg am Ende ankommt, auch wenn es zunächst schwierig erscheint. Die Redewendung ermutigt zu Geduld und Ausdauer, da der wahre Gewinner erst am Ende feststeht.

## Sozialbedeutung

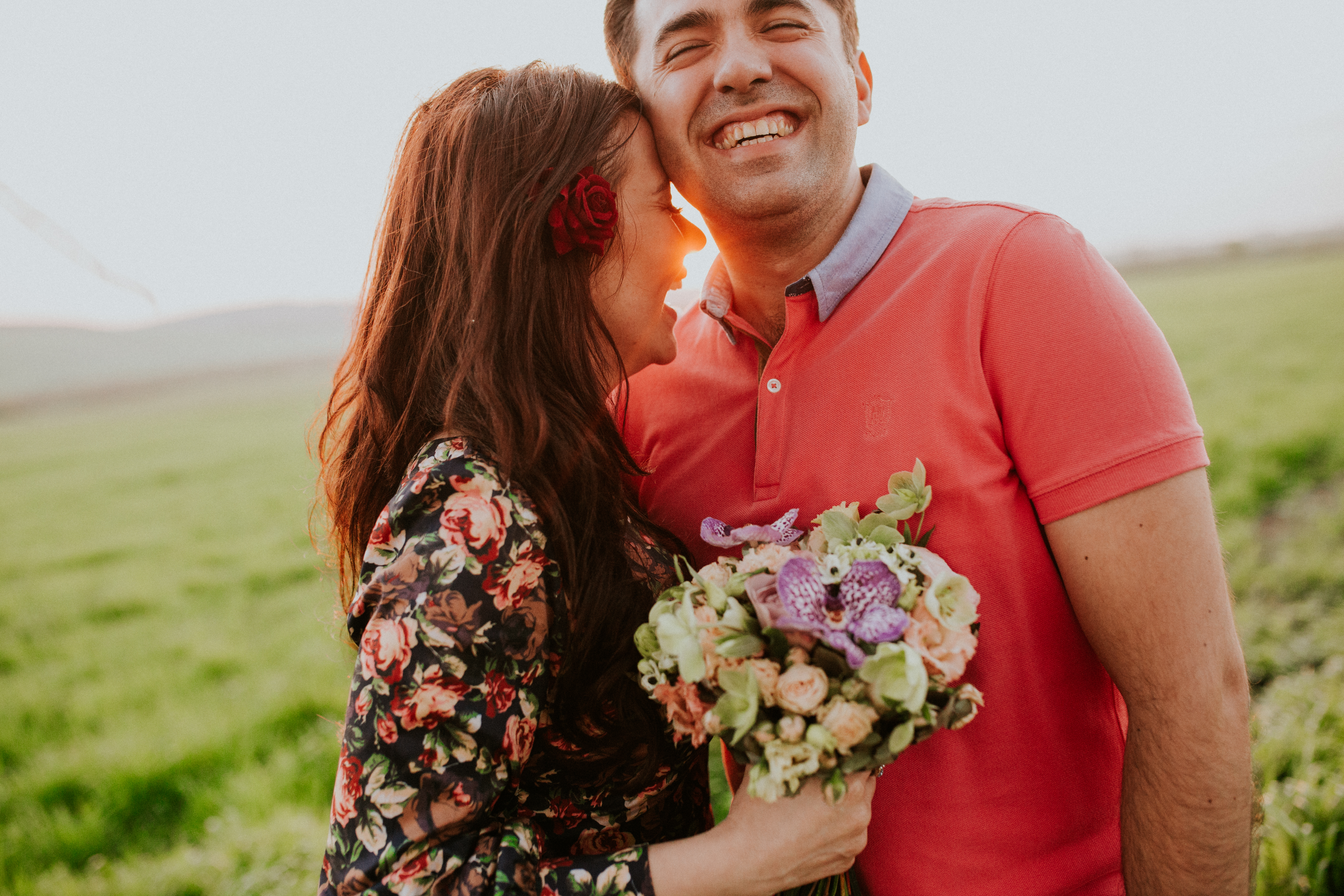
Miteinander lachen

Lachen wird im menschlichen Zusammenleben als Ausdruck von Sympathie und gegenseitiger Zustimmung verstanden und wirkt dadurch beruhigend, konfliktmindernd und gruppenfördernd. Nicht bewiesen, aber wahrscheinlich ist die Einschätzung, dass das Lachen eine der grundlegenden Kommunikationsformen des Menschen ist, die in der Menschheitsgeschichte der Entwicklung der Sprache deutlich vorausgegangen ist. Als Beleg dafür wird angeführt, dass Lachen in einer Hirnregion ausgelöst und gesteuert wird, die deutlich älter ist als das Sprachzentrum.
Neben der Stärkung des Gemeinschafts- und Zusammengehörigkeitsgefühls innerhalb der eigenen Gruppe kann das Lachen auch eine gegenteilige Wirkung auf diejenigen haben, die nicht zur Gruppe gehören. Diese können leicht zu denjenigen werden, über die und auf deren Kosten gelacht wird (z. B. als Opfer eines hämischen, verächtlichen „Auslachens“). Das Lachen kann aus der Sicht der Verspotteten zu einer demütigenden, ehrenrührigen Waffe werden, indem es seine heitere Natur völlig ins Gegenteil verkehrt. Aber auch in solchen Situationen kann das Lachen eine insgesamt positive Wirkung entfalten, wenn es gelingt, eine Konfliktsituation durch Lachen zu entschärfen, ohne den Verlachten in seiner Ehre allzu sehr zu verletzen.
Konrad Lorenz deutete 1963 in seinem Buch Das sogenannte Böse das Lachen ursprünglich als Drohgebärde, entstanden aus dem Zähnefletschen. Es zeige, dass jemand ein gesundes Gebiss hat, demonstriere also Kraft. Innerhalb einer Gruppe aber hatte und hat es etwas Verbindendes: Sich untereinander die Zähne zu zeigen, heißt, Teil einer starken Gemeinschaft und ein gleichberechtigter Partner innerhalb der Gruppe zu sein.

### Antiautoritäres Lachen
Diese Wirkung beruht auf einem wichtigen anarchischen  Grundzug des Lachens, der darin besteht, Autoritäten aller Art in Frage zu stellen: Im Lachen wird jeder Anspruch auf Respekt und Ehrerbietung grundsätzlich verneint. Personen und Institutionen, deren Status auf eben solchen Ehrbezeugungen beruht, sind daher durch das Lachen prinzipiell bedroht und müssen im Interesse des eigenen Machterhalts bestrebt sein, den Drang zur Heiterkeit in andere Kanäle und von sich weg zu lenken. Ein Beispiel für eine solche Kanalisierung von Affekten ist die ritualisierte Umkehrung von Herrschaftsverhältnissen, die den historischen Kern vor allem der südeuropäischen (insbesondere italienischen) Karnevalsfeiern ausmacht und als Ritual bewusst geduldet wird, um danach wieder in den normalen Alltag zurückkehren zu können.

## Physiologie
Das Lachen kann in seiner Intensität und Lautstärke erheblich variieren – von einem leisen, kaum wahrnehmbaren Kichern bis hin zu einem sehr lauten, ausgelassenen Gelächter, bei dem ein großer Teil des Körpers in Bewegung gerät. Lachen kann nur wenige Sekunden, aber auch viele Minuten lang andauern. Die nachfolgenden Angaben beschreiben ein deutlich ausgeprägtes Lachen.

### Gehirn

Animation. Linker Frontallappen (rot).

Beim Lachen sind verschiedene Regionen des Gehirns aktiv. Ein unterer Bereich des Frontallappens (ventromedialen präfrontalen Kortex), der Endorphine produziert, ist dafür zuständig, humorvolle Situationen als solche zu erkennen. Eine Region im oberen Bereich des Stirnlappens, die zum motorischen Zentrum gehört und auch beim Sprechen aktiv wird, sorgt für die Anregung zum Mitlachen, wenn man Gelächter wahrnimmt. Außerdem ist das limbische System beteiligt, insbesondere das „Belohnungszentrum“ im Nucleus accumbens.
Wissenschaftler haben gezeigt, dass Teile des limbischen Systems am Lachen beteiligt sind. Dieses System ist an den Emotionen beteiligt und hilft uns bei Funktionen, die für das Überleben des Menschen notwendig sind. Die Strukturen des limbischen Systems, die beim Lachen eine Rolle spielen, sind der Hippocampus und die Amygdala.
Die Techniken des Neurobildgebung und der funktionellen Bildgebung heben verschiedene topografische Regionen hervor, die an der Neurophysiologie des Lachens beteiligt sind.

Das mit dem Lachen verbundene Gefühl der Freude entspricht der Aktivierung neuronaler Netzwerke, insbesondere des mesocorticolimbischen Dopaminwegs (mesocortical pathway in der Abbildung).
Der Psychiater Eric Smadja beschreibt in seinem Buch Le rire (Das Lachen) die Entstehung des Lachens in drei Phasen: psychisch, zerebral und motorisch. An der ersten sind verschiedene psychoemotionale Vorgänge beteiligt, bei denen Erinnerungen, Emotionen, Sozialität und Kommunikation eine Rolle spielen. Ein visueller Reiz (lustige Situation), ein auditiver Reiz (Witz, Geräusch), ein taktiler taktiler Reiz (Kitzeln) oder auch eine Erinnerung werden von den Lappen der Großhirnrinde aufgenommen (zweite Phase). Diese Regionen sind mit der frontalen Hirnrinde (Kortex) verbunden, der es ermöglicht, den affektiven Wert der sensorischen Informationen zu integrieren, ihr komisches Potenzial zu analysieren und das Lachen zu programmieren. Diese Botschaften werden an das limbische System weitergeleitet, das die Ausführung dieses Programms an verschiedene Effektoren organisiert, insbesondere an den Hirnstamm, der die Kaskade der physiologischen Reaktionen auslöst, die mit dem Lachen verbunden sind. Verschiedene Regionen des Hirnstamms koordinieren die synergistische Wirkung der sensorischen, motorischen und vegetativen Komponenten (Erröten, Schwitzen), die eine Rückkopplung zum Gehirn erzeugen. Die Integration dieses Feedbacks in das Arbeitsgedächtnis vermittelt das Gefühl, eine Emotion zu erleben.

### Atmung und Stimme
Das Lachen ist eine besondere Atmungsbewegung, bei der die Ausatmung in mehreren schnell hintereinander folgenden Stößen ausgeführt wird. Die Einatmung geschieht dagegen meist in einem kontinuierlichen, beschleunigten und tiefen Zug. Der Atem geht insgesamt schneller.
Bei der Ausatmung werden die Stimmbänder in Schwingung versetzt und produzieren typische Lautäußerungen. Dabei handelt es sich um abgehackt ausgestoßene Silben in schneller Wiederholung, die meist „ha“ lauten („ha-ha-ha-…“); aber auch andere Vokale sind möglich, zum Beispiel „he-he-he-…“ oder „hi-hi-hi-…“.
Beim Atmen wird der Puls beschleunigt und die Durchblutung angeregt. Danach nimmt die zuvor gestiegene Herzfrequenz ab und der Blutdruck sinkt anhaltend.

### Muskulatur und Bewegungen
Wenn ein Mensch lacht, werden in der Gesichtsregion und am ganzen Körper über 80 Muskeln betätigt. Das Zwerchfell bewegt sich rhythmisch. Die mimischen Gesichtsmuskeln werden angespannt, die Lachmuskulatur verbreitert die Mundspalte und zieht die Mundwinkel nach oben. Die Nasenlöcher weiten sich, die Augen verengen sich zu Schlitzen.
Bei enthemmtem Lachen entstehen zusätzliche Körperbewegungen, die sich in Redensarten spiegeln, zum Beispiel „sich vor Lachen biegen“, „sich vor Lachen kringeln/kugeln“, „sich vor Lachen schütteln“. Oft wird der Kopf beim Lachen nach hinten gekippt, manchmal in Verbindung mit einem Zurückbeugen des ganzen Oberkörpers. Schultern, Arme und Hände geraten mehr oder weniger in Bewegung. Im Sitzen kann das Lachen vom sprichwörtlichen „Schenkelklopfen“ begleitet werden. Die Ausprägung der Körperbewegungen steht in Verbindung mit verschiedenen Arten des Lachens.

### Reflexe

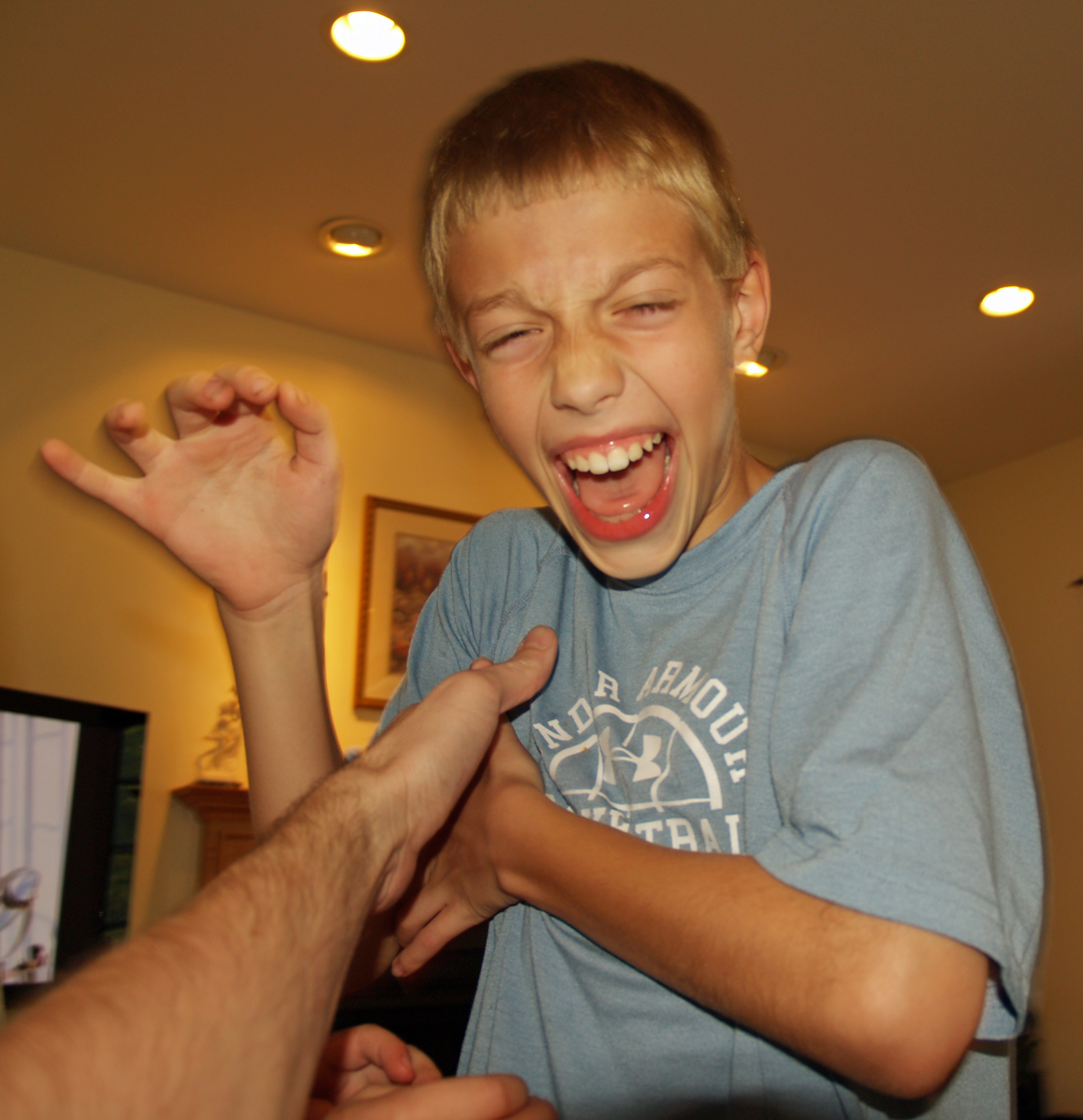
Lach-Reflex

Das Lachen ist in der Regel eine unwillkürliche Handlung, bei der ein Reiz, der über die sensorischen Nerven an das Gehirn weitergeleitet wird, dadurch kompensiert wird, dass er an die Nervenursprünge der Muskeln weitergeleitet wird, die sich beim Lachen zusammenziehen. Das Lachen ist also eine Reflexbewegung und hat daher – wie andere Reflexbewegungen auch – die Besonderheit, dass es am vollkommensten ist, wenn unsere Aufmerksamkeit vom Körper abgewandt ist. Das Lachen kann jedoch bis zu einem gewissen Grad durch Selbstbeherrschung unterdrückt werden.
Das Lachen wird auch durch gewisse Gefühlseindrücke (wie beispielsweise beim Kitzeln) hervorgerufen und dient gewissermaßen als Mittel zum Ausgleich des durch jene Eindrücke verursachten Reizes. Die Reflexbewegung des Lachens kann leicht zu einer Art von Krampf ausarten, dem Lachkrampf.
Tränen werden in hochemotionalen Situationen und psychischen Ausnahmezuständen erzeugt. Auch bei heftigem Lachen kann die Tränendrüse aktiviert werden und ihre Flüssigkeit abgeben.

### Immunsystem

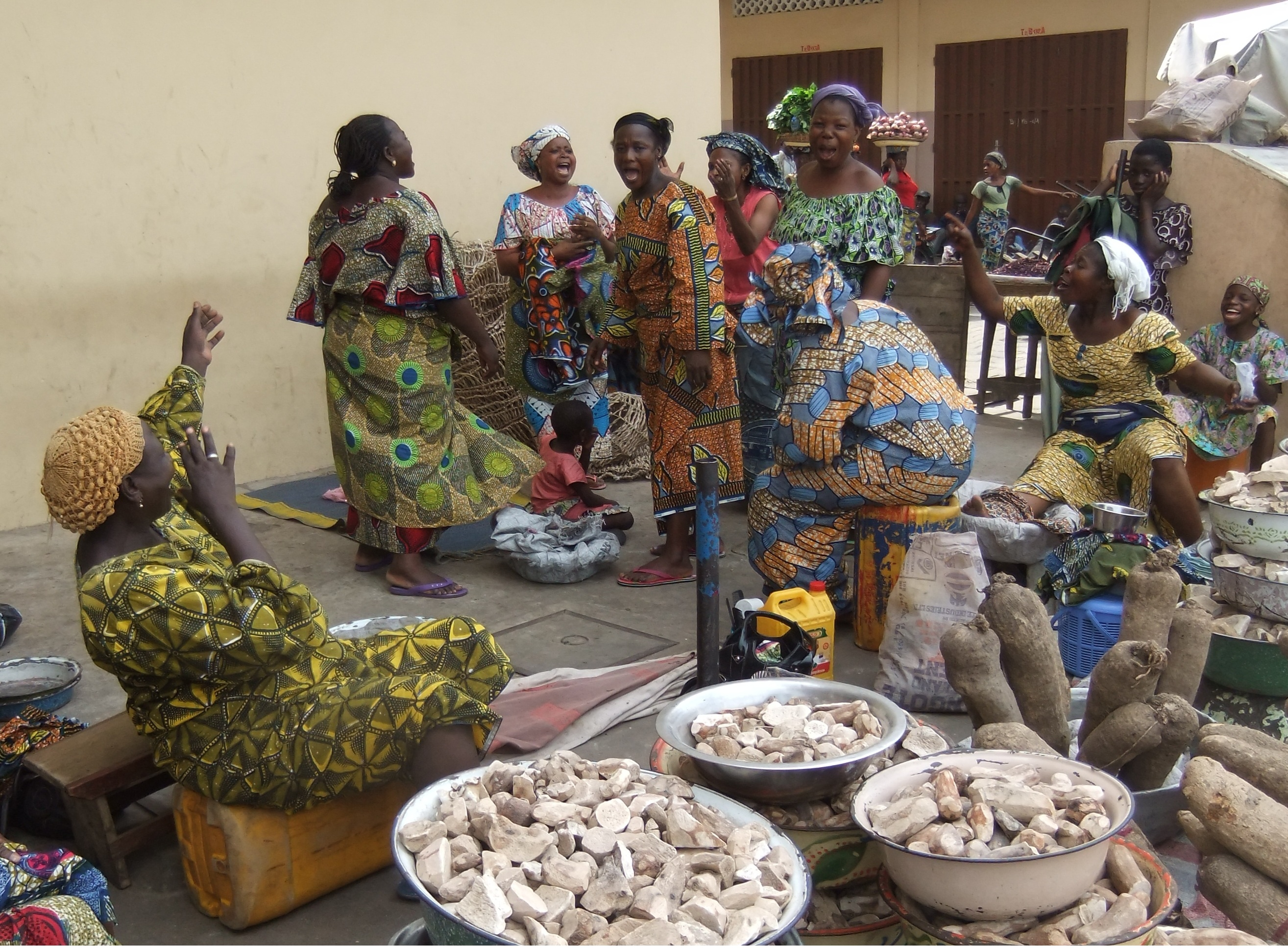
Lachen in einer Gruppe auf einem Markt in Cotonou (Benin)

Nach ein paar Lachanfällen sind im Blut mehr Abwehrstoffe als sonst erkennbar. So etwa die Killerzellen: Sie stürzen sich auf Viren, so wird man bei einer Erkältung schneller wieder gesund. Killerzellen können auch Tumor-, also Krebszellen, vernichten.
Auch Immunglobuline und verschiedene Zytokine werden gemessen. Immunglobuline sind Proteine und haben eine große Bedeutung in der körpereigenen Immunabwehr. Sie befinden sich im Mundraum, gelangen aus dem Blut in den Speichel – der auch zunimmt – und leisten dort Widerstand gegen Viren und Bakterien. Somit helfen sie zum Beispiel, Infektionen bei Verletzungen zu verhindern. Manche der Immunglobulin-Effekte halten nach dem Lachanfall stundenlang an. Stress und Traurigkeit senken dagegen die Anzahl der Immunglobuline. Auch Zytokine – Bestandteile der weißen Blutkörperchen – sind nach dem Lachen vermehrt auffindbar und für ähnliche Abwehrfunktionen verantwortlich.

### Biochemie
Lachen hat nachweislich verschiedene positive biochemische Wirkungen. Es führt erwiesenermaßen zu einer Verringerung von Stresshormonen wie Cortisol und Adrenalin im Blut. Beim Lachen schüttet das Gehirn Glückshormone, so genannte Endorphine aus, die einige körperliche Schmerzen lindern können.
Einige Drogen sind für ihre lachfördernden Eigenschaften bekannt (z. B. Ethanol und Cannabis), während andere, wie Salvinorin A (der Wirkstoff von Salvia divinorum), sogar unkontrollierte Lachanfälle auslösen können.

## Medizin

### Positive Wirkungen
Lachen hat positive Wirkungen, was in der Redewendung „Lachen ist gesund“ zum Ausdruck kommt.
Beim Lachen werden Herz-Kreislauf-System, Zwerchfell und Bauchmuskeln stark angeregt, was zu einer Art innerer Massage des Unterbauchbereichs führt. Durch die Ausschüttung von Hormonen wird das Immunsystem gestärkt und dadurch auch Krankheiten vorgebeugt. Sogar die Schmerzempfindung wird verringert.
Studien der Gelotologie ergaben, dass Schmerzpatienten nach nur wenigen Minuten Lachen eine Erleichterung erfahren, die mehrere Stunden anhalten kann. Dies geschieht auch durch körpereigene entzündungshemmende Stoffe, die vermehrt produziert werden.

### Lachen als Therapie
Durch Lachen kann der Heilungsprozess bei bestimmten Krankheiten gefördert werden. Dabei macht man sich das mit dem Lachen verbundene gesteigerte Wohlbefinden zunutze, das zum Stressabbau und damit zur Verbesserung des Allgemeinbefindens der Patienten beiträgt. Vor allem auf Kinderstationen werden gute Erfahrungen mit regelmäßigen Auftritten von Klinikclowns gemacht. Die Idee des Lachyoga basiert auf der heilsamen Wirkung des Lachens.
Durch Lachen kann man bei manchen Krankheiten den Heilungsprozess fördern.

### Nebenwirkungen
Neben den vielen positiven Effekten kann Lachen unter besonderen Umständen negative Effekte auf den Körper haben. Bei Störungen mit unkontrollierbaren Lachanfällen ist Vorsicht geboten.
Die mit heftigem Lachen verbundene körperliche Anstrengung kann bei Personen, die sonst wenig lachen, zu Schmerzen und Muskelkater in den beanspruchten Muskelbereichen führen. Bei heftigem Lachen kann es zu Stressinkontinenz, Hernien und Blutergüssen (Hämatom) im geraden Bauchmuskel kommen. Lachen kann auch Kopfschmerzen, eine plötzliche Bewusstlosigkeit (Synkope) und plötzliche Muskelschwäche (Kataplexie) auslösen. In der Lunge kann es im Extremfall zu einem Pneumothorax oder einem interlobulären Emphysem kommen. Beim Lachen während des Essens besteht die Gefahr, sich zu verschlucken (Aspiration).
Vereinzelt wurden Todesfälle im Zusammenhang mit Lachen berichtet (siehe Tod durch Lachen).
Als zwanghaftes Lachen oder als Lachkrampf kann das Lachen außerdem im Zusammenhang mit psychischen Störungen oder nervösen Erkrankungen stehen. Bei einer Tetanus-Erkrankung („Wundstarrkrampf“) und/oder einer Strychnin-Vergiftung kann es zu einem „sardonisches Grinsen“ (Risus sardonicus) kommen, einer krankhaften Kontraktion der mimischen Muskulatur.

## Religion

### Antikes Griechenland
Im antiken Griechenland war Lachen ein zentrales Medium religiösen Ausdrucks und ein Charakteristikum der Welt der Götter. So gab es mit altgriechisch Γέλος (Gelos) einen eigenen Gott für das Lachen, bisweilen war auch Dionysos, der Gott des Weines, für das Lachen zuständig. In mehreren religiösen Ritualen und Mysterien spielten komische Elemente eine wichtige Rolle. Die ursprünglich religiösen Tragödienaufführungen waren stets auch von Satyrspielen begleitet. Im Kultmythos der Mysterien von Eleusis bricht die um die Entführung ihrer Tochter trauernde Demeter ihr Fasten, als sie durch einen obszönen Scherz der Baubo zum Lachen gebracht wurde. Überhaupt wurde das Gelächter, das religiöse Feste wie den Komos des Dionysos oder die Thesmophorien der Demeter begleitete, durch Zoten und unanständige Scherze provoziert.

### Christentum
Im Christentum war das Lachen dagegen lange verpönt. In der Bibel gibt es keine positiven Erwähnungen des Lachens. Gott lacht über die Torheit der Menschen (Ps 2,4 , Ps 59,5 ), Sara und Abraham lachen über die Verheißung, sie würden in ihrem hohen Alter noch ein Kind bekommen – ihr Lachen ist Ausdruck ihres Unglaubens (Gen 17–18 ). Im Neuen Testament verheißt Jesus von Nazareth in einer der Seligpreisungen der Feldrede den aktuell Weinenden, sie würden lachen, droht aber gleichzeitig denen, die jetzt lachen, an, sie würden weinen (Lk 6,21, 25 ). Der Heilige Johannes Chrysostomos (347–407) behauptete deshalb, Jesus habe nie gelacht. Im Lentulus-Brief, einer Geschichtsfälschung aus der Zeit der Renaissance, die vorgibt, das authentische Zeugnis eines heidnischen Zeitgenossen Jesu zu sein, heißt es, niemand habe ihn je lachen sehen. In verschiedenen Mönchsregeln gab es ein Lachverbot. Zwischen dem 5. und 7. Jahrhundert herrschte eine abwertende Beurteilung des Lachens vor. Im Gegensatz dazu wurde die kathartische Rolle des Weinens als wichtig angesehen. Die mittelalterliche Humorlosigkeit setzte sich im frühneuzeitlichen Protestantismus fort. So entschied ein Gutachten der theologischen Fakultät der Universität Wittenberg im Jahr 1658, dass Fazetien und Scherzworte „nicht haben die Gnade und Krafft, jemand zu bekehren, oder in dem Glauben zu stercken und zu erhalten […] Hingegen aber delectieren sie das Fleisch und machen die Einfalt göttlicher Weisheit verächtig [sic] und zur Thorheit.“ Der Rostocker Theologe Heinrich Müller (1631–1675) bekräftigte in seinem Himmlischen Liebeskuß das Verdikt des Chrisostomus: „Ein Christ soll nicht lachen, Jesus hat auch nicht gelacht.“
In der Volkskultur hatte das Lachen dagegen durchaus seinen Platz, etwa in den um Weihnachten herum gefeierten Narrenfesten, beim Karneval oder beim Osterlachen, mit dem die Gemeinde auf Witze des Priesters in der Osterpredigt reagierte. Gegen Ende des ersten Viertels des 12. Jahrhunderts gelang der Scholastik die Differenzierung zwischen gutem und verwerflichem Lachen. In diesem Zusammenhang kann auf die Schriften über das Lachen von Alexander von Hales, Thomas von Aquin und Albertus Magnus verwiesen werden. Damit wurde der Weg für einen angemessenen Umgang mit dem Lachen erst frei. In der Zeit des Übergangs behalf sich beispielsweise der französische König Ludwig IX. damit, dass er freitags grundsätzlich nicht lachte.
Im evangelikalen Christentum gibt es seit dem 20. Jahrhundert Versuche, das Bild eines lachenden Jesus zu etablieren. In der charismatischen Bewegung kommt es mitunter zu unstillbarem Gelächter im Gottesdienst, etwa als Folge des Torontosegens.

### Andere Religionen
Auch in anderen Religionen spielt das Lachen eine zentrale Rolle. Viele Religionen kennen komische Figuren wie die Trickster-Götter Loki und Anansi oder komische Heilige. Das Judentum hat eine starke und lebendige Tradition von Witzen und Scherzen. In der neureligiösen Osho-Bewegung gibt es eine so genannte dynamische Meditation, die Lachen und Herumspringen umfasst. Bhagwan Shree Rajneesh flocht in seine Lehrvorträge immer auch ausgiebige Scherze ein. Zen-Mönche brechen in schallendes Gelächter aus, der Dalai Lama Tenzin Gyatso ist nicht zuletzt wegen seines Humors auch im Westen beliebt. Dennoch ist die Haltung zum Lachen auch im Buddhismus ambivalent, wenn etwa streng geregelt wird, wie ein Buddha oder ein Mönch zu lachen habe.

## Philosophie

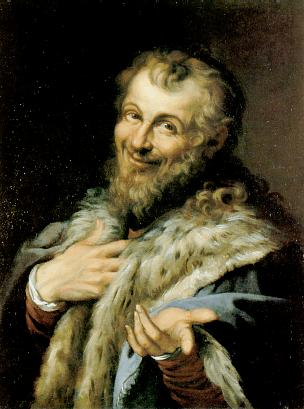
Der lachende Philosoph von Agostino Carracci (1557–1602)

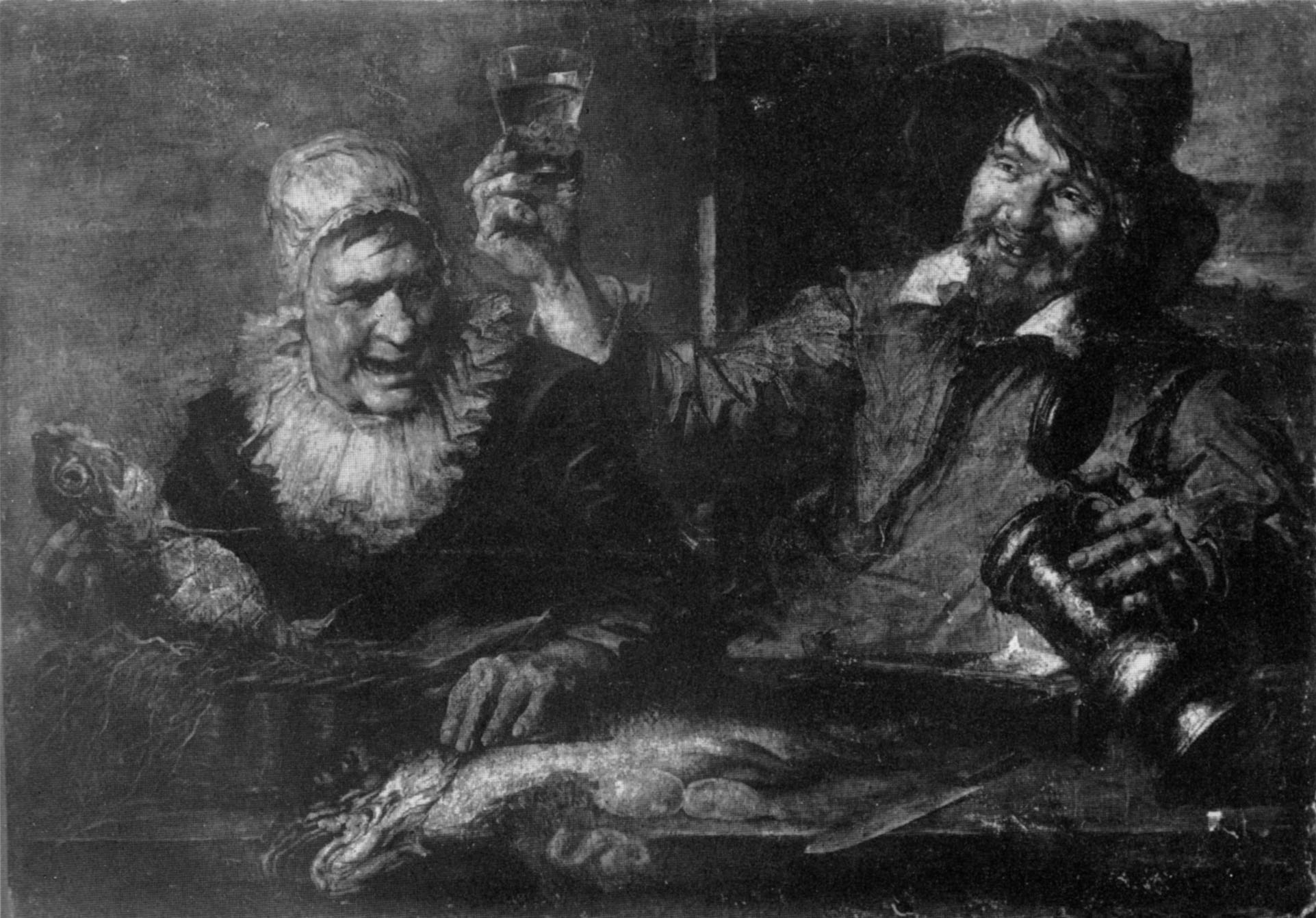
Malle Babbe und der Trinker, Gemälde von Frans Hals

Im Großen und Ganzen sind drei Argumentationsmodelle bekannt, die das Wesen des Lachens zu erfassen versuchen und bereits seit Jahrtausenden existieren: Das Überlegenheitsmodell, das Inkongruenzmodell und das Entlastungsmodell.
Das Überlegenheitsmodell erklärt Lachen als Reaktion auf die Schwäche oder das Missgeschick anderer, wodurch ein Gefühl der Überlegenheit entsteht. Diese Theorie hat ihre Ursprünge bei Philosophen wie Platon und seinem Schüler Aristoteles und wird oft mit Schadenfreude in Verbindung gebracht. Das Überlegenheitsmodell ist ethisch orientiert und beurteilt das Lachen misstrauisch bis ablehnend. Zu dieser Traditionslinie gehören u. a. Platon, die Stoiker und Thomas Hobbes.

### Antike
Der antike Philosoph Demokrit (460–370 v. Chr.) „ist in die Geschichte der Philosophie als der lachende Philosoph eingegangen.“ Es ist nicht klar, worauf sich diese Bezeichnung bezog. Schon seine Zeitgenossen nannten ihn den „lachenden“ Philosophen, vielleicht weil seine Heimatstadt Abdera in Griechenland den Ruf einer Schildbürgerstadt hatte. Vor allem aber zielte er mit seiner Lehre darauf ab, dass die Seele durch die Betrachtung des Wesens der Dinge eine heitere, gelassene Stimmung erlange und nicht länger von Furcht oder Hoffnung umgetrieben werde.
Die großen Philosophen der griechischen Antike (Platon, Aristoteles und Pythagoras) forderten die Zähmung des „groben Lachens“ zugunsten von feinerem Witz und kultivierter Ironie. Platon und Aristoteles beschäftigten sich nur beiläufig mit dem Lachen bzw. dem Lächerlichen.
Platon (427–347 v. Chr.), dessen kritische Haltung zum Lachen die Philosophie lange Zeit prägte, sieht in der Schadenfreude und Selbstüberschätzung den zentralen Kern des Lachens. Für ihn ist es ein Gefühl, das den Menschen überwältigt und ihn seine rationale Selbstbeherrschung verlieren lässt.
Er ist dem Lachen gegenüber kritisch eingestellt und bewertet es ethisch. So sieht er im Lachen eine unwürdige Haltung sowohl sich selbst als auch dem anderen gegenüber. In seinem Dialog Philebos schreibt er über das Lachen:
„Wenn wir also über die lächerlichen Seiten unserer Freunde lachen, so mischen wir demnach, wie die Beweisführung zeigt, Lust mit Neid und somit Lust mit Unlust. Denn die Mißgunst ist längst von uns als Unlust der Seele anerkannt worden und das Lachen als Lust, beides aber spielt sich im vorliegenden Falle gleichzeitig ab.“
„Er hält das Lachen für eine Verzerrung der menschlichen Gesichtszüge, die man besser in ihrem natürlichen Ernst belassen sollte.“ In Platons Akademie war das Lachen verpönt und in Der Staat (Politeia) fordert er, dass die Wächter des Staates das Lachen vermeiden sollten, denn „wenn man sich einem heftigen Lachen hingibt, ruft sein Zustand gewöhnlich eine heftige Reaktion hervor.“ „Wir aber fürchten für die Wächter, sie möchten uns … zu hitzig und zu weichlich werden.“ Lachen ist für Platon eine Rebellion des Körpers „denn wenn man sich heftigem Lachen überläßt, so zieht es gewöhnlich eine heftige Umwandlung nach sich“.
Bei der ungeheuren Autorität, die Platon bis heute hat („Alle abendländische Philosophie“, sagte Alfred N. Whitehead, „ist nur eine Fußnote zu Platon.“), war dieses Verdikt verhängnisvoll. Es hat nicht nur mit Staatsräson zu tun, die man, wenn man an Platons Erfahrungen mit Bürgerkrieg und Tyrannen denkt, billigen kann, sondern auch mit dem Ekel des Idealisten vor allem Körperlichen. Lachen aber ist aufdringlich körperlich: Zwei reden gescheit miteinander, plötzlich antwortet der eine mit konvulsivischen Krämpfen des Zwerchfells.
Der Schüler von Sokrates gilt allgemein als der erste Theoretiker des Lachens, denn für ihn ist Humor die Mischung von Vergnügungen und Schmerz. Der Lachende fühle sich gegenüber dem Verlachten überlegen. Platons Herabsetzung des Lachens zieht sich durch die Geschichte des Abendlandes.
Aristoteles (384–322 v. Chr.), der Schüler von Plato, war zu der Erkenntnis gelangt, dass die Fähigkeit zu Lachen den Menschen vom Tier unterscheidet und hat den Begriff Homo ridens (Deutsch: lachender Mensch) geprägt. Er hielt das Lachen für eine spezifische Eigenschaft (proprium) des Menschen. Die Überlegenheits-Theorie geht bereits auf Aristoteles Poetik zurück. Er ist der Auffassung, dass wir in den Situationen lachen, in denen wir uns einem Mitmenschen gegenüber überlegen fühlen, also z. B. bei einem Missgeschick.
In seiner Rhetorik äußerte er sich wie folgt:

„Was nun das Lächerliche betrifft - da es eine gewisse Anwendung in den Prozessen findet und Gorgias empfiehlt, man müsse den Ernst der Gegner durch Lachen und ihr Lachen durch Ernst zunichte machen, was er übrigens richtig so sagt - , so ist bereits in der Poetik dargelegt worden, wieviele Arten des Lächerlichen es gibt, von denen die eine sich für den freien Mann schickt, die andere dagegen nicht. Man mag also so auswählen, wie es zu einem jeden paßt. Es steht aber die Ironie dem freien Manne eher zu Kopf als die Possenreißerei, denn (dabei) trägt er das Lächerliche zu seinem eigenen Vergnügen vor, der Possenreißer jedoch tut es zum Vergnügen anderer.“

Ein Haupt-Vertreter der Inkongruenz-Theorie war u. a.der römische Politiker und Philosoph Marcus Tullius Cicero (106–43 v. Chr.). Diese besagt, dass wir immer dann lachen, wenn ein überraschender Wechsel zu einer anderen, meist trivialeren Sichtweise stattfindet. Es wird also eine gegebene Situation aus zwei unterschiedlichen Perspektiven beurteilt, wobei es sich bei einer dieser Perspektiven meist um eine einfachere bzw. unzulängliche Sichtweise handelt. Beispiele hierfür sind besonders Wortwitze.

### Aufklärung
Der englische Mathematiker, Staatstheoretiker und Philosoph, Thomas Hobbes (1588–1679), beschreibt das Lachen als ein Gefühl plötzlicher Überlegenheit angesichts der Fehler anderer. Seine Sichtweise ist Teil der Überlegenheitstheorie, die das Lachen als eine der negativen menschlichen Eigenschaften betrachtet, die auf der Herabsetzung anderer beruht.
Hobbes stellt in seinem Leviathan fest, dass ein unverhältnismäßiges Eigenlob zum Lachen reize und viel Lachen einen schwachen Geist verrate. Hobbes ist wie Plato und Aristoteles ein Vertreter der Überlegenheitstheorie. Nach seiner Auffassung ist, dass Lachen mit eingebildeter oder wirklicher Überlegenheit über andere Menschen verbunden und eine der schlimmsten menschlichen Eigenschaften. Für ihn ist Lachen ein Jubilieren, ein sich Brüsten, ein Angeben der Sieger vor dem Gegner und Ausdruck von Hass und Verachtung.
Mit den deutschen Philosophen der Aufklärung, Immanuel Kant (1724–1804) und Arthur Schopenhauer (1788–1860), begann in der Philosophie eine neue Phase. Beide werden als Vertreter der so genannten „Inkongruenztheorie“ betrachtet, unter welcher Schopenhauer die plötzliche Wahrnehmung einer Inkongruenz (Nichtübereinstimmung oder ein Nichtzusammenpassen) zwischen Konzept und realem Objekt als Ursache für das Lachen verstand.
Der deutsche Aufklärer Georg Wilhelm Friedrich Hegel (1770–1831) hat wenig zur Theorie des Lachens beigetragen. Er unterscheidet zwischen dem Lächerlichen (alles, was zum Lachen reizt) und dem Komischen. Für Hegel zeigt das Komische eine substanz- und zwecklose Welt, eine Art schwerelose Parallelwelt, in der Handlungen mit Leichtigkeit eingeleitet und ebenso leicht wieder abgebrochen werden können. Als Ursprung des Komischen unterscheidet er verschiedene Arten von Widersprüchen: zwischen Anstrengung und Ergebnis, zwischen Fähigkeit und Ehrgeiz, zwischen Entscheidungen und äußeren Zufällen; das Komische entsteht aus dem Widerspruch zwischen der realen, „schweren“ Welt und der „schwerelosen“ Welt, nach der der menschliche Geist strebt.
Der französische Philosoph Henri Bergson (1859–1941) hat sich in seinem Essay Lachen: Ein Essay über die Bedeutung des Komischen der Frage gewidmet, wie sich die Gesetze des Komischen bestimmen lassen und welche grundlegenden Ursachen für komische Situationen bestehen. Seine Methode besteht darin, die Ursachen des Komischen zu bestimmen, anstatt seine Auswirkungen zu analysieren. Er befasst sich auch mit dem Lachen im Zusammenhang mit dem menschlichen Leben, der kollektiven Vorstellungskraft und der Kunst, um die Gesellschaft besser zu verstehen. Eine der Thesen des Essays besagt, dass das Lachen als kollektive Aktivität eine soziale und moralische Funktion erfüllt, indem es die Menschen dazu motiviert, sich ihrer Laster zu entledigen. Ein wesentlicher Aspekt, der zur Aufrechterhaltung einer einheitlichen Verhaltensweise beiträgt, ist die Ablehnung unangemessener und exzentrischer Verhaltensweisen.

### Moderne
Der britische Philosoph und Gesellschaftskritiker Anthony Ludovici (1882–1971) hat die Gedanken des englischen Philosophen Thomas Hobbes in Das Geheimnis des Lachens weiter entwickelt. Er ist der Überzeugung, dass dem Lachen etwas Unheimliches innewohnt und dass die moderne Allgegenwart des Humors und seine Vergötterung Zeichen gesellschaftlicher Schwäche sind, da der instinktive Rückgriff auf den Humor zu einer Art Flucht vor Verantwortung und Handeln geworden ist. Ludovici hält das Lachen für ein evolutionäres Merkmal und nennt zahlreiche Beispiele für verschiedene Auslöser des Lachens mit jeweils eigenen Erklärungen.
Der deutsche Anthropologe Helmuth Plessner (1892–1985), einer der Hauptvertreter der philosophischen Anthropologie, definierte das Lachen und das Weinen als „Reaktionen auf Grenzen, an welche unser Verhalten stößt. Durch sie bezeugt der Mensch, auf Grenzen möglichen Verhaltens gestoßen zu werden“. Für Plessner beteiligt sich das Lachen zwar an Affekten, ist aber nicht eindeutig, sondern ist wie das Weinen ein Verweis auf ihre mit einer offenbaren Störung der Verhaltensbildung irgendwie verknüpfte Funktion, mit der der Mensch Distanz in einer Situationen zu schaffen vermag, die durch mangelnde Ordnung bedrohlich wirkt. Witze würden daher Ordnung relativieren und ihnen gegenüber Freiheit verschaffen, deren Ausdruck dann das Lachen ist. Da der Mensch seine Mitte außer sich selbst habe (Plessners anthropologisches Konzept der exzentrischen Positionalität), sei er zum Lachen befähigt, denn er allein „kennt mit dem Sinn zugleich Doppelsinn, Unsinn und das, was darüber hinausreicht.“

## Kunst
Die bildende Kunst, sofern sie auf Dauer angelegt ist, lehnt die Darstellung des Lachens aber nicht nur aus den Glaubensgründen ab, sondern auch, weil es sich um einen nur vorübergehenden Gefühlsreflex handelt, der zudem auf einen nicht darstellbaren Auslöser (Bild, Witz, komische Figur) verweist. Ein Maler, der das Lachen besonders in der Porträtmalerei schätzte, war Frans Hals.
Die dramatische Kunst der Komödie auf der Bühne oder als Film will Lachen beim Publikum erzeugen, wofür sie das Lachen ihrer Darsteller gern unterdrückt; Musterbeispiel hierfür ist The great stoneface Buster Keaton. Der Clown, aber auch der Kabarettist sind gut beraten, wenn sie über ihre Missgeschicke und Pointen nicht selber lachen; tun sie es, wollen sie sich vielfach damit selbst der Lächerlichkeit preisgeben.
Angelo Fortunato Formiggini gründete die Casa del ridere (dt. Haus des Lachens), eine Bibliothek und ein Museum des Lachens. Die von Formiggini für das Casa del ridere zusammengetragene Sammlung wurde der Biblioteca Estense in der norditalienischen Universitätsstadt Modena vermacht und umfasst unter anderem 4.581 Bücher, die er im Laufe der Jahre gesammelt hat. Abhandlungen aus Italien und anderen Ländern über das Lachen, die Komik, die Groteske und den Humor aus dem 19. und 20. Jahrhundert, Originalausgaben, von denen einige bis zum Ende des 16. Jahrhunderts zurückreichen, 195 alte und moderne humoristische Zeitungen und Zeitschriften, die in Italien oder anderen Ländern veröffentlicht wurden. „Eine Art Bibliothek und Museum für alles, was mit Lachen zu tun hat, ohne Grenzen in Zeit und Geographie“, wie Formiggin es definiert hat.

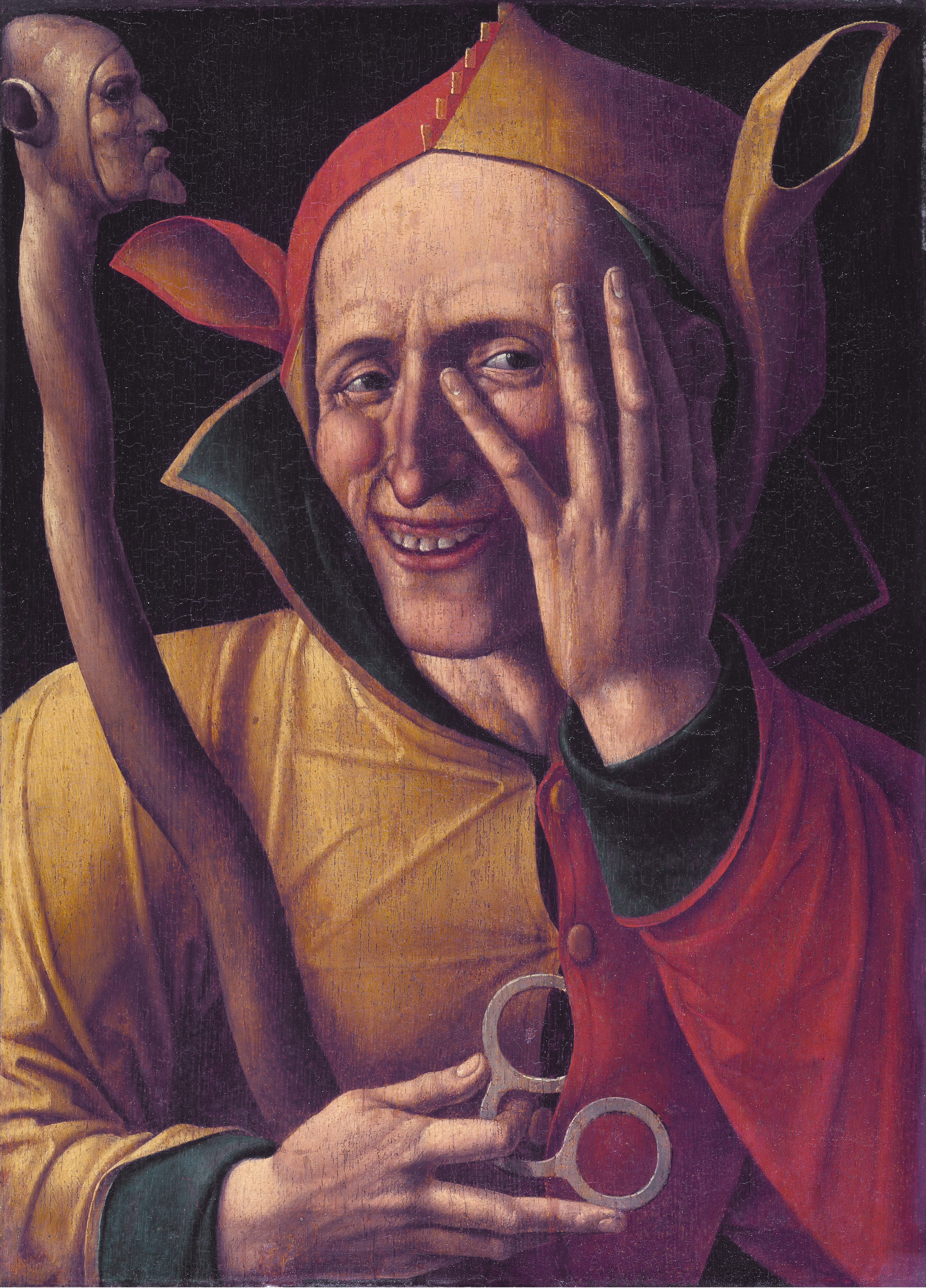
Der lachende Narr. Anonymes Gemälde aus dem 15. Jahrhundert.
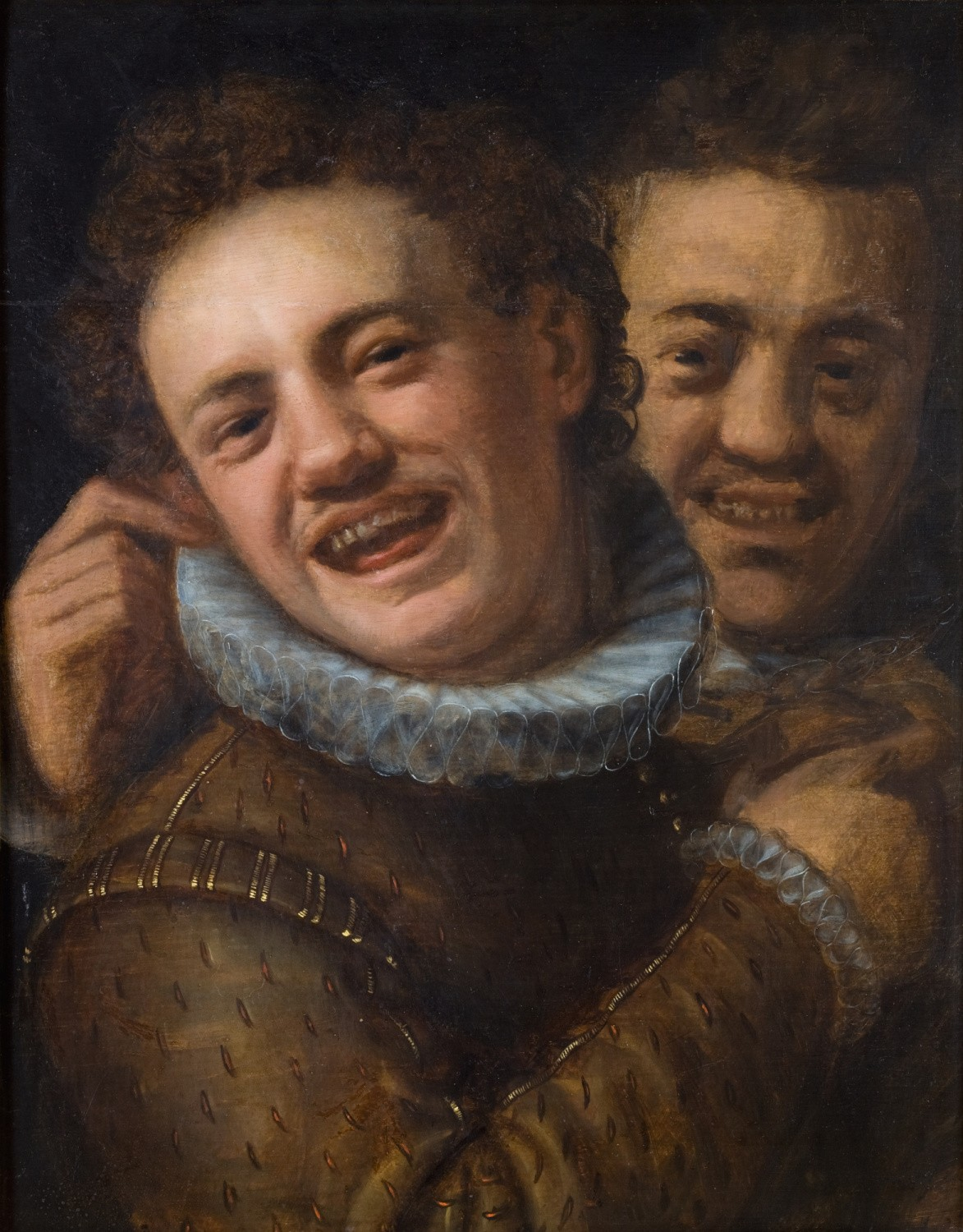
Zwei lachende Männer, Hans von Aachen, um 1574.
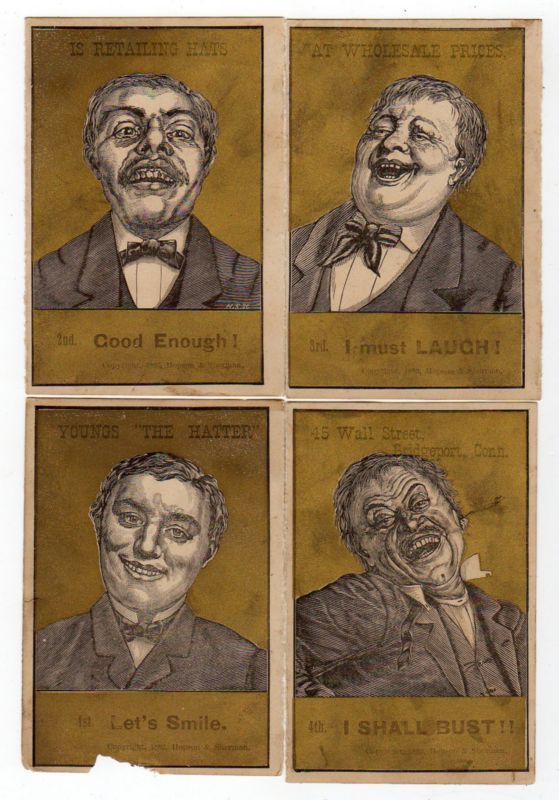
Ende des 19. oder Anfang des 20. Jahrhunderts: Darstellung der verschiedenen Stadien des Lachens auf Werbekarten
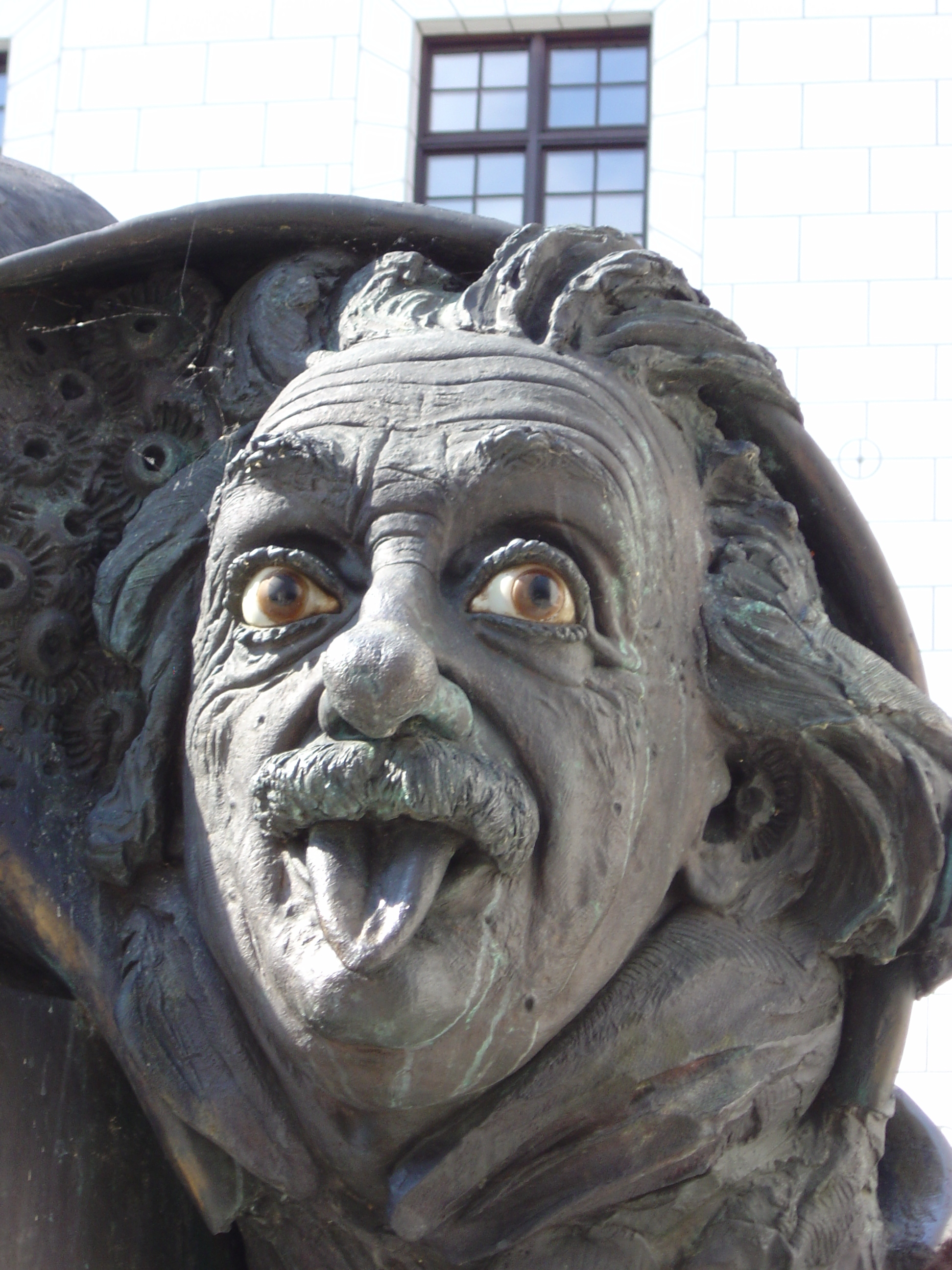
Albert Einstein.(1879–1955). Eine ikonische Figur der Stadt Ulm, die auf einem Foto des Wissenschaftlers basiert.
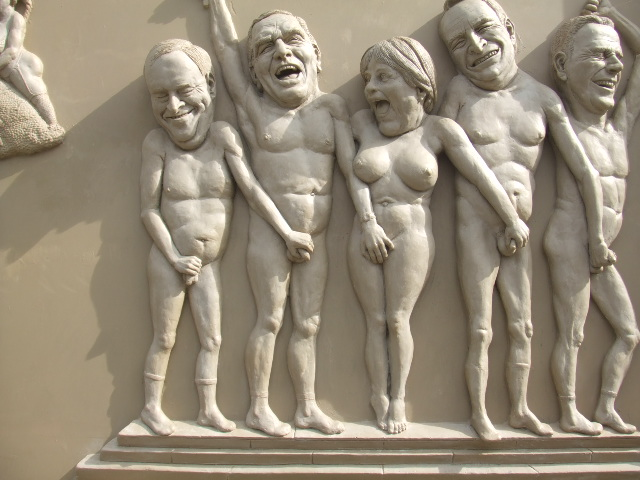
Detail der Skulptur Ludwigs Erbe von Peter Lenk: lachende Politiker

## Lachen in der Populärkultur

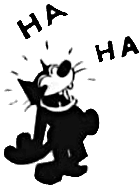
Felix the Cat. Lachen in Comics.

Der Weg zum Lachen (1857) ist eine Novelle von Wilhelm Raabe.
Timm Thaler oder Das verkaufte Lachen ist ein 1962 erschienener Roman des deutschen Autors James Krüss, in dem Tim sein Lachen dem Teufel verkauft. Der Roman wurde 1979 für die 13-teilige Fernsehserie Timm Thaler adaptiert.
In dem Film Mary Poppins (1964) vom britischen amerikanischen Regisseur Robert Stevenson lachen die Figuren so sehr, dass sie schwerelos werden und an der Decke schweben. Das Lied „I Love To Laugh“ wird während dieser Szene gesungen.
Das Motiv des Kampfes gegen das Lachen durch Institutionen, die sich durch das Lachen bedroht fühlen, taucht in der Verfilmung von Umberto Ecos Roman Der Name der Rose, in dem ein dogmatischer Klosterbibliothekar lieber die Zerstörung seiner Bibliothek und ihrer Schätze in Kauf nimmt, als die einzige erhaltene Abschrift der Komödientheorie des Aristoteles aus den Händen der Kirche zu geben.
Lachkabinette sind kleine geschlossene Räume, in denen die Besucher anhand skurriler Attraktionen zum Lachen gebracht werden. Beispielsweise durch optische Effekte wie verzerrten Spiegelbilder oder durch aus Lautsprechern lachende Stimmen. Sie finden sich meist in Vergnügungsparks, in Schlössern und Museen, aber auch auf Jahrmärkten oder Kunst-Veranstaltungen.
Da das Lachen eine stark beschleunigte Folge von Atembewegungen darstellt und das Zwerchfell an diesem Vorgang beteiligt ist, gibt es im Deutschen eine Reihe diesbezüglicher Redewendungen und Wortzusammensetzungen („Zwerchfellattacke“).
Lachen macht Spaß war eine Unterhaltungsshow des NDR Fernsehens, in der Sketche von deutschsprachigen Komikern gezeigt wurden.
Die Lachende Kölnarena ist eine 13-tägige Karnevalsveranstaltung im Kölner Karneval zu der rund 130.000 Besucher kommen.
Die Lachmesse ist ein europäisches Humor- und Satirefestival, das seit 1991 jährlich an elf Tagen im Oktober in Leipzig stattfindet.
In der deutschen Ausstrahlung von Sitcoms werden amerikanische Fernsehserien meist durch eingespielte Lacher untermalt (sogenannte „Lachkonserven“ oder englisch „canned laughter“), da die Folgen vor Publikum aufgezeichnet werden und dessen Lachen für die Synchronisierung nicht mehr verwendet werden kann.
Im deutschen und englischen Netzjargon wird für „auslachen“ oder als Reaktion auf etwas Lustiges oder Außergewöhnliches, LOL ein Akronym für Laughing Out Loud oder auch laugh out loud, (deutsch: ‚laut lachend‘, wörtlich: ‚laut auflachend‘), verwendet. Auf Französisch ist mdr, aus den Anfangsbuchstaben von mort de rire (deutsch: ‚totgelacht‘), gängig.

## Lachen bei Tieren

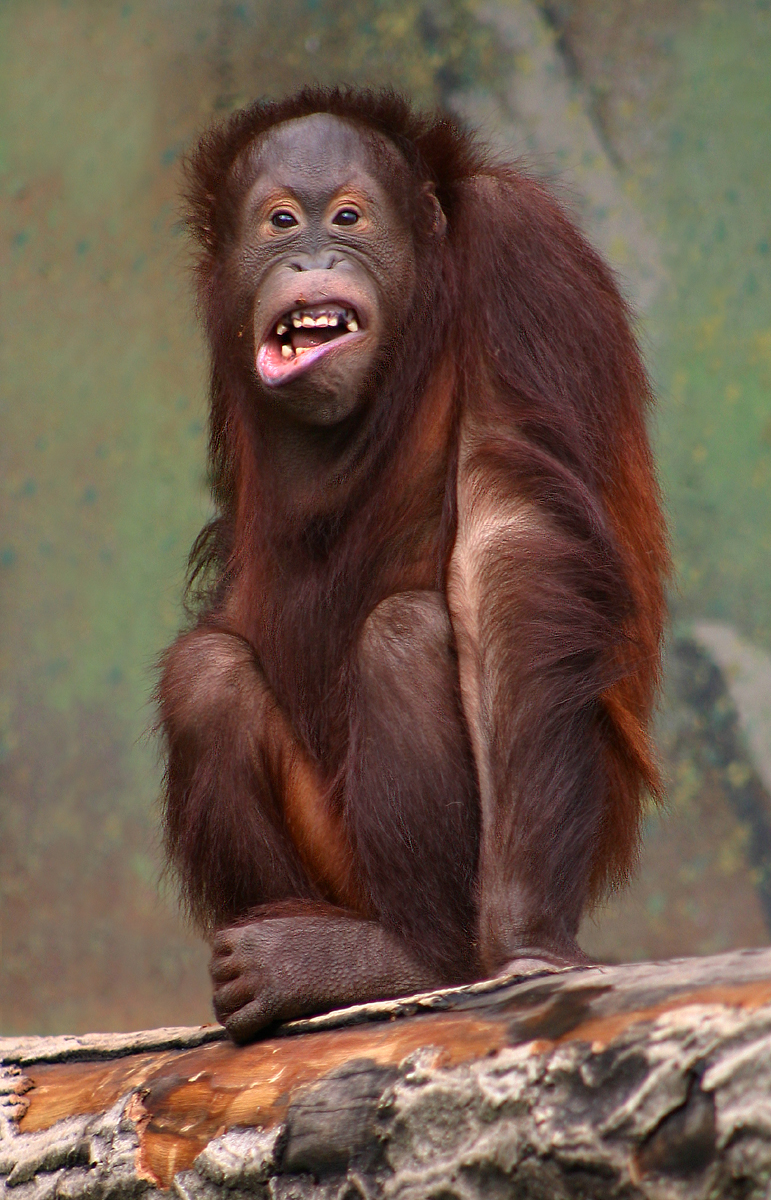
Ein „lachender“ Orang Utan

Menschenaffen können lachen, also neben dem Menschen auch Schimpansen, Gorillas und Orang-Utans.
In einer Studie konnten Wissenschaftler mithilfe technischer Geräte, die das Kitzeln von Ratten erzeugen, Töne aufnehmen und das Lachen der Tiere feststellen. Für die Wahrnehmung der Kichertöne, deren Frequenz sehr hoch ist, sind spezielle Geräte erforderlich, da diese für das menschliche Gehör nicht wahrnehmbar sind.

### Bücher
- Helmut Bachmaier (Hrsg.): Lachen macht stark. Humorstrategien. Wallstein, Göttingen 2007, ISBN 978-3-8353-0112-2

- Mary Beard: Das Lachen im alten Rom. Eine Kulturgeschichte. Philipp von Zabern, Darmstadt 2016
- Peter L. Berger: Erlösendes Lachen. Das Komische in der menschlichen Erfahrung. Walter de Gruyter, Berlin/Boston 2014, ISBN 978-3-11-038670-7

- Henri Bergson:
  - Originaltitel fr.: 1. Le rire. Essai sur la signification du comique. Alcan, Paris 1904, Online durch die Université du Québec
  - Das Lachen. Übers. Julius Frankenberger, Walter Fränzel. Diederichs, Jena 1921
  - Das Lachen. Ein Essai über die Bedeutung des Komischen. Übers. Roswitha Plancherel-Walter. Arche, Zürich 1972; wieder Luchterhand, Darmstadt 1988; wieder Meiner, Hamburg 2011
- Yves Bossart: Trotzdem lachen. Eine kurze Philosophie des Humors, Blessing Verlag, München 2022, ISBN 978-3-89667-742-6
- Charles Darwin: Der Ausdruck der Gemütsbewegungen bei dem Menschen und den Tieren. (deutsch, Kritische Ausgabe, Frankfurt a. M. 2000).
- Jacques Le Goff: Das Lachen im Mittelalter. Aus dem Französischen übersetzt von Jochen Grube. Mit einem Nachwort von Rolf Michael Schneider. 3. Aufl., Klett-Cotta, Stuttgart 2008, ISBN 978-3-608-94274-3.
- Brigit Rißland, Johannes Gruntz-Stoll: Das lachende Klassenzimmer. Werkstattbuch Humor. Schneider, Baltmannsweiler 2009, ISBN 978-3-8340-0488-8
- Ewald Hecker: Die Physiologie und Psychologie des Lachens und des Komischen. Ein Beitrag zur experimentellen Psychologie für Naturforscher, Philosophen und gebildete Laien. Berlin 1873.
- Georg Wilhelm Friedrich Hegel: Vorlesungen über die Ästhetik (gehalten 1820–1829, aus Notizen und Mitschriften 1835–1838 postum herausgegeben von Heinrich Gustav Hotho)
- Thomas Hobbes: Leviathan. Erster und zweiter Teil (= Reclams Universal-Bibliothek, Band 8348). Reclam, Stuttgart 1938, 1970, 1980, 1996 (übersetzt von Jacob Peter Mayer), ISBN 3-15-008348-6.
- Thomas Hobbes. Vom Menschen. Vom Bürger. Hrsg. Günter Gawlick. Felix Meiner 1959.
- Karl J. Keppler: Das Lachen der Frauen. Das Dämonische im Weiblichen. Goethe – Wagner – Thomas Mann. Google Books. Königshausen & Neumann, Würzburg 2005, ISBN 3-8260-3092-3.
- Andreas Michel-Andino: Kleine Philosophie des Lachens. Ein Essay über das Phänomen des Komischen. Fölbach, Koblenz 2000, ISBN 3-934795-03-X
- Hedwig Kenner: Weinen und Lachen in der griechischen Kunst (= Österreichische Akademie der Wissenschaften. Philosophisch-Historische Klasse. Sitzungsbericht 234, 2). Rohrer, Wien 1960
- Hans-Georg Moeller, Günter Wohlfart (Hrsg.): Laughter in Eastern and Western Philosophies. Verlag Karl Alber, Freiburg/München 2010, ISBN 978-3-495-48385-5.
- Helmuth Plessner: Lachen und Weinen. Eine Untersuchung der Grenzen menschlichen Verhaltens. In: Gesammelte Schriften, Bd. VII, 1941.
- Lenz Prütting: Homo ridens. Eine phänomenologische Studie über Wesen, Formen und Funktionen des Lachens. 1. Auflage in 3 Bänden. Verlag Karl Alber, Freiburg / München 2014, ISBN 978-3-495-48829-4 (4. Auflage als einbändige erweiterte Neuausgabe 2016).

- Friedemann Richert: Kleine Geistesgeschichte des Lachens. Wissenschaftliche Buchgesellschaft, Darmstadt 2009, ISBN 3-534-21620-2.
- Joachim Ritter: Über das Lachen. In: Dietzsch, Steffen: Luzifer lacht. Philosophische Betrachtungen von Nietzsche bis Tabori. Reclam: Leipzig 1993
- Werner Röcke, Hans Rudolf Velten: Lachgemeinschaften. Kulturelle Inszenierungen und soziale Wirkungen von Gelächter im Mittelalter und in der frühen Neuzeit. Google Books. Walter de Gruyter, Berlin u. a. 2005, ISBN 3-11-018236-X.
- Henri Rubinstein: Die Heilkraft Lachen. (französisch:„Psychosomatique du rire“). Hallwag, Bern 1985, ISBN 3-444-10313-1.
- Paolo Santarcangeli: Homo ridens. Estetica, Filologia, Psicologia, Storia del Comico (= Biblioteca dell’Archivum Romanicum/Serie 1; Band 223). Olschki, Florenz 1989, ISBN 88-222-3694-7.
- Eckart Schörle: Die Verhöflichung des Lachens. Lachgeschichte im 18. Jahrhundert (= Kulturen des Komischen, Bd. 4). Aisthesis-Verlag, Bielefeld 2007, ISBN 3-89528-618-4 (= Dissertation Universität Erfurt).
- Werner Thiede: Das verheißene Lachen. Humor in theologischer Perspektive. Vandenhoeck und Ruprecht, Göttingen 1986, ISBN 3-525-63350-5 (ital. Übersetzung 1989).
- Harald Weinrich: Was heißt „Lachen ist gesund?“. In: Warning Preisendanz, Rainer Warning (Hrsg.): Das Komische. Fink, München 1976. S. 402–409, ISBN 3-7705-1411-4 (= Poetik und Hermeneutik, Band 7).
- Winfried Wilhelmy: Seliges Lächeln und höllisches Gelächter. Das Lachen in Kunst und Kultur des Mittelalters. Katalog zur Sonderausstellung im Bischöflichen Dom- und Diözesanmuseum, Mainz, 27. April – 16. September 2015, Schnell und Steiner, Regensburg 2012, ISBN 978-3-7954-2583-8.

### Dissertationen
- Barbara Merziger: Das Lachen von Frauen im Gespräch über Shopping und Sexualität. Dissertation an der FU Berlin, Fachbereich Philosophie und Geisteswissenschaften, 2005 DNB 977032426 (online).
- Eckart Schörle: Die Verhöflichung des Lachens. Lachgeschichte im 18. Jahrhundert. Dissertation an der Universität Erfurt, 2005. Als Buch veröffentlicht bei Aisthesis, Bielefeld 2007, ISBN 978-3-89528-618-6 (Webseite des Verlags zum Buch).
- Susanne Schroeder: „Lachen ist gesund?“ – eine volkstümliche und medizinische Binsenwahrheit im Spiegel der Philosophie. Dissertation an der Freien Universität Berlin, Fachbereich Philosophie und Geisteswissenschaften, 2002, DNB 964802783 (online).